# Dillingen an der Donau
Dillingen hay Dillingen an der Donau (Dillingen bên sông Danube) là một thị trấn nằm ở Schwaben, thuộc bang  Bayern, Đức. Nơi đây là trung tâm hành chính của huyện Dillingen .

## Địa phương kết nghĩa
- Bondeno,  Ý
- Brand-Erbisdorf,  Đức
- Naas, Ireland